# Reykjavik-topmødet
Reykjavik-topmødet var et topmøde mellem USAs præsident Ronald Reagan og generalsekretær Mikhail Gorbatjov fra Sovjetunionen afholdt 11.-12. oktober 1986 Höfði i Reykjavík, Island. Samtalerne brød sammen til sidst, men de fremskridt, der var sket, banede vejen for INF-traktaten i 1987 om gensidig destruktion af en række mellemdistanceraketter mellem de to stormagter.

## Forhandlinger
I 1986 havde Gorbatjov foreslået, at alle ballistiske missiler skulle forbydes, men Reagan ønskede at fortsætte forskningen i det strategiske forsvarsinitiativ, som indebar militarisering af rummet. Sovjetunionen var meget mistænksomme over for SDI, og forholdet mellem USA og Sovjetunionen, der allerede var anstrengt efter sammenbruddet af Geneve-topmødet året forinden, blev yderligere forværret efter Daniloff-Zakharov-spionaffæren.
I Reykjavík søgte Reagan at komme til at diskutere menneskerettigheder, emigration af sovjetiske jøder og systemkritikere samt Sovjetunionens invasion i Afghanistan. Gorbatjov søgte at begrænse forhandlingerne til kun at handle om våbenkontrol. Sovjetunionen var imødekommende over for forslaget om at fjerne alle INF-våben fra Europa, hvilket Reagan oprindeligt havde foreslået i november 1981. Sovjetunionen foreslog også at eliminere halvdelen af alle strategiske våben, inklusiv interkontinentale ballistiske missiler, og accepterede ikke at medregne britiske og franske våben i optællingen. Alt dette blev foreslået til gengæld for et amerikansk løfte om ikke at implementere strategisk forsvar de næste ti år i overensstemmelse med SALT I.
Amerikanerne svarede med et forslag om at eliminere alle ballistiske missiler inden ti år, men krævede samtidig retten til at indsætte strategisk forsvar mod de tilbageværende trusler efterfølgende. Gorbatjov foreslog derpå at eliminere alle atomvåben inden for et tiår. Imidlertid tilføjede han med henvisning til et stærkt ønske om at styrke den Anti-Ballistiske Missil-traktat (ABM) betingelsen om, at al SDI-forskning skulle holdes i laboratorier i løbet af dette tiår. Reagan argumenterede med, at hans foreslåede SDI-forskning var tilladt ud fra alle rimelige fortolkninger af ABM-aftalen, og at han ikke kunne se bort fra det løfte, han havde givet til det amerikanske folk, om at undersøge, hvor vidt SDI var gennemførlig. Han lovede også at dele SDI-teknologien, et løfte Gorbatjov sagde, at han stærkt tvivlede på ville blive opfyldt, da amerikanerne ikke engang ville dele teknologi til olieboring.
Nogle, heriblandt den amerikanske diplomat Jack F. Matlock, Jr., tilskriver Reagans afvisning af at gå på kompromis med testen af SDI til en misforstået opfattelse af, at de foreslåede begrænsninger ville være skadelige for programmet, selv om de ifølge Matlock i realiteten ville have meget lidt effekt på forskningen, der på det tidspunkt fortsat var på et meget tidligt trin.
Da forhandlingerne gik i hårdknude, spurgte Reagan, om Gorbatjov ville "afvise en historisk mulighed på grund af et enkelt ord" med henvisning til hans insisteren på laboratorietest. Gorbatjov svarede hertil, at det var et principspørgsmål, og topmødet sluttede dermed.

## Resultat
Trods det, at der uventet opstod en mulighed for at eliminere alle atomvåben, blev mødet hævet uden nogen aftale. Men til gengæld opdagede begge parter, hvor langt den anden part var villig til at give indrømmelser. Menneskerettigheder blev for første gang diskuteret seriøst. En accept fra Gorbatjov om inspektioner hos hinanden, som amerikanerne længe havde krævet, men som ikke var blevet gennemført med prøvestopaftalen fra 1963 eller med ABM eller SALT I fra 1972, gav et markant skridt fremad.
Trods den tilsyneladende fiasko af topmødet gav såvel deltagere som iagttagere udtryk for topmødet som et stort gennembrud, som skulle komme til at bane vejen for INF-traktaten, som blev underskrevet ved Washington-topmødet 8. december 1987.